# Feira das Mercês

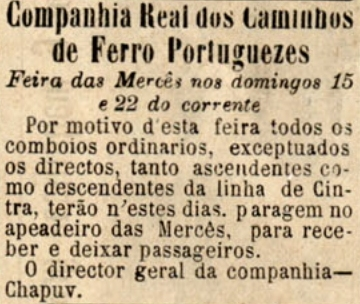
Aviso de 1899 da Companhia Real dos Caminhos de Ferro Portugueses, sobre uma alteração no serviço no apeadeiro de Mercês, por ocasião da feira.

A Feira das Mercês é uma feira antiga, tipicamente saloia que se realiza numa quinta que pertenceu em tempos ao Marquês de Pombal, situada na zona de confluência das freguesias de Rio de Mouro e de Algueirão-Mem Martins, no concelho de Sintra.
Segundo alguns documentos, a feira remonta aos tempos da ocupação dos árabes, sendo então uma feira de escravas. Nesse local existia uma espécie de gruta com uma ermida, que recebia diversas romarias em devoção à Senhora das Mercês. Em 1765, o Marquês de Pombal manda edificar nesse local a “Casa Pombal”, que ofereceu ao seu filho mais velho, Paulo de Carvalho e Mendonça o qual passou a habitar. Junto ao solar foi erigida uma capela em honra da Senhora das Mercês.
A feira continuou a fazer-se nesse local até 1771 quando o Marquês de Pombal a transfere para Oeiras, regressando mais tarde ao seu local de origem por ordem da Rainha D. Maria I.
A Feira das Mercês reunia anualmente os lavradores da região que tinham a oportunidade de fazer os seus negócios que consistiam na compra ou venda de gado, compra de alfaias agrícolas e venda dos produtos da terra.
Realizava-se duas vezes por ano no mês de Abril e de 15 de Outubro a 1 de Novembro. Em 2014 passou a realizar-se em dois fins de semana de 17 de Outubro a 19 de Outubro e de 24 de Outubro a 26 de Outubro.